# Песчанка (приток Алатыря)
Песчанка — река в России, протекает в Ардатовском районе Республики Мордовия. Устье реки находится в 34 км по левому берегу реки Алатырь. Длина реки составляет 15 км, площадь бассейна — 59,4 км².
Исток реки расположен в лесах в 12 км к северо-западу от города Ардатов. Река течёт на юго-восток, всё течение за исключением низовий проходит по ненаселённому лесу. Впадает в Алатырь напротив Ардатова.

## Данные водного реестра
По данным государственного водного реестра России относится к Верхневолжскому бассейновому округу, водохозяйственный участок реки — Алатырь от истока и до устья, речной подбассейн реки — Сура. Речной бассейн реки — (Верхняя) Волга до Куйбышевского водохранилища (без бассейна Оки).
Код объекта в государственном водном реестре — 08010500212110000038833.